# Hymenocephalus heterolepis
Hymenocephalus heterolepis är en fiskart som först beskrevs av Alcock, 1889.  Hymenocephalus heterolepis ingår i släktet Hymenocephalus och familjen skolästfiskar. Inga underarter finns listade i Catalogue of Life.